# ناحیه سلحب
ناحیه سلحب (به عربی: ناحیة سلحب) یک ناحیه در سوریه است که در منطقه سقیلبیه واقع شده‌است. ناحیه سلحب ۳۸٬۷۸۳ نفر جمعیت دارد.